# Кольца
Это статья о гимнастическом снаряде. См. также Кольцо

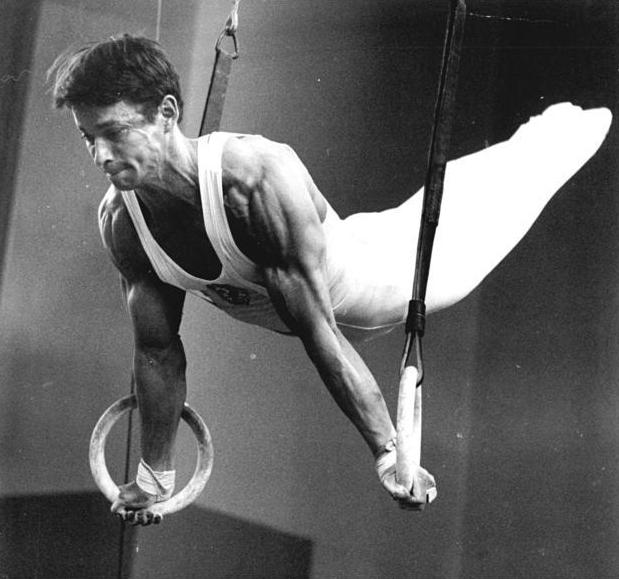
Гимнаст на кольцах

Ко́льца — один из снарядов в спортивной гимнастике. Упражнения на кольцах входят в программу мужских соревнований.

## Описание
Кольца — подвижный снаряд, представляющий собой два кольца из недеформируемого материала, подвешенные на высоте на специальных тросах.
В современной программе Олимпийских игр проводятся соревнования по упражнениям на кольцах среди мужчин, в которых разыгрывается комплект медалей; также соревнования на кольцах входят в программу командного и абсолютного первенства среди мужчин.
Согласно правилам ФИС — Федерации гимнастики — точка подвеса колец должна располагаться на высоте 5,75 метров над уровнем пола, сами кольца — на высоте 2,75 метров. В спокойном состоянии расстояние между кольцами — 50 см, их внутренний диаметр 18 см.
Упражнения на кольцах состоят из статических элементов и динамических — подъёмы, обороты и выкруты. Завершаются упражнения акробатическим соскоком. Для начала упражнения спортсмен пользуется помощью ассистента, подсаживающего его на снаряд. Упражнения на кольцах требуют от спортсмена большой физической силы, причём статические элементы в силовом плане зачастую более сложны, чем динамические. Любой статический элемент считается засчитанным, если он удержан не менее, чем 2 секунды. Самые известные и наиболее сложные статические элементы при выступлениях на кольцах:
- «Крест» — элемент, в ходе которого гимнаст неподвижно повисает на горизонтально вытянутых прямых руках.
- «Самолёт» — горизонтальный упор, при котором руки разведены в стороны и тело находится в одной плоскости с кольцами.
- «Обратный самолёт» — равновесие, при котором тело находится в одной плоскости (горизонтальной) с кольцами, руки разведены в стороны, спина обращена к полу, живот к потолку.

Судьями оценивается сложность и чистота исполнения элементов, а также качество соскока.

## Структурные группы элементов на кольцах

### I. Маховые элементы в висе, подъёмы в упор или упор углом
К элементам первой структурной группы относятся различные маховые элементы: выкруты вперёд и назад, большие обороты без удержания положения стойки на руках, сложные двойные обороты назад и вперёд.
Также сюда входят подъёмы разгибом, махом назад, махом вперёд, переворотом назад, переворотом вперёд (Хонма) и другие. Подъёмы позволяют гимнасту из положений висов перейти к положению упора или упора углом.

### II. Маховые элементы в стойку на руках (стойка на руках удерживается не менее 2 секунд)
Во вторую группу входят подъёмы махом назад и переворотом в стойку на руках, а также движения большим махом — большие обороты назад и вперёд.

### III. Маховые элементы, заканчивающиеся статическим элементом (не угол, не стойка на руках)
В третью группу входят очень сложные маховые элементы, конечным положением которых является сложный статический элемент, такой как: высокий угол, крест, горизонтальные упоры.

### IV. Статические и динамические силовые элементы
К данной структурной группе относятся все статические элементы: углы, горизонтальные висы, кресты, горизонтальные упоры.
Также сюда входят силовые подъёмы и опускания (в стойку на руках и из стойки, в упор и из упора, из одного статического элемента в другой).

### V. Соскок
Комбинация на кольцах заканчивается соскоком. Соскок представляет собой сальто (одинарное, двойное и т. д.) вперёд или назад с поворотом или без него по вертикальной оси. В зависимости от сложности соскока гимнаст получает ту или иную прибавку как за выполнение специального требования.

## Эволюция комбинаций гимнастов на кольцах
Комбинации гимнастов на кольцах состоят из двух частей — силовой и маховой. И с течением времени программы гимнастов на этом снаряде будут иметь то яркий силовой оттенок, то маховый, затем опять вернётся мода на силовую гимнастику, но уже на более высоком уровне сложности, потом опять вернутся маховые элементы, ставшие в несколько раз сложней и динамичней и т. д. То есть кольца — это снаряд, на котором ярче всего прослеживается тенденция развития «по спирали» с увеличивающимся радиусом.

### 1930—1950-е годы
Комбинации гимнастов в 30-е годы представляют собой ярчайший пример чисто силовой гимнастики. То есть маховая часть ограничивается лишь выкрутами назад или вперёд без всякого развития амплитуды маха, а также простым соскоком — сальто назад прогнувшись.
Но силовая часть просто великолепна. В те времена, любой силовой элемент требовалось удержать в течение 3 секунд. И гимнасты исполняли все элементы медленно исключительно на силе. А выполняли гимнасты 30-х многое. Углы, стойки на руках силой (как согнувшись, так и прогнувшись), силовые обороты назад в стойку на руках или в упор и т. д.
Гимнасты в массах прекрасно владели таким сложнейшим элементом как упор руки в стороны или «крест». Сейчас сложно точно сказать, когда его начали держать — десятки или сотни лет назад, но на соревнованиях 1936 года крест выполняется абсолютно всеми гимнастами в самых разных исполнениях — опускание из упора, подъём махом назад в крест, из креста медленное дожатие в упор, силовой оборот назад или вперёд в крест.
Более того, гимнасты исполняют крест в стойке на руках или «обратный крест», который будет популярен лишь через 50 лет. А также можно видеть попытки исполнения горизонтального упора руки в стороны или «самолёт». Пусть через согнутые руки и с прогибом в пояснице, но попытки исполнения велись уже тогда.
В конце 50-х комбинации гимнастов практически не изменились. По-прежнему, силовая часть — это и есть все 99 % комбинации. Маховая часть представлена выкрутами и соскоком. Уже начались попытки исполнения больших оборотов назад и вперёд через согнутые руки.
Выдающимся мастером 50-х годов был советский гимнаст Альберт Азарян. Он не только был двукратным олимпийским чемпион и двукратным чемпионом мира в упражнении на кольцах, но его комбинация была образцом для всех гимнастов конца 50-х годов. В его комбинации были следующие элементы: силой из виса переворот назад в крест. Этот элемент Азарян выполнил впервые в мире, и он до сих пор в международных правилах носит имя «Азарян». Далее следовал плавный силовой дожим из креста в упор углом. После чего опять таки на силе оборот вперёд в упоре в стойку на руках. Большой оборот вперёд сгибая руки, а затем подъём махом назад в крест. После креста опять дожать до упора и прогнувшись сгибая руки стойка на руках силой. Силой оборот назад в крест. А дальше следует его находка. Дело в том, что Альберт не только с улыбкой удерживал все статические элементы, но и на Олимпийских играх повернулся в кресте к судьям спрашивая их, достаточно ли долго он удерживает крест, чтобы его зачли. Именно так и появился знаменитый «крест Азаряна». Крест Азаряна — это так называемый «косой крест», то есть крест с поворотом на 90 градусов. Этот элемент несколько десятков лет просуществовал в правилах, но практически не использовался гимнастами в своих комбинациях и был исключён из правил, как очень редкий.
Альберт Азарян поворачивался в своём кресте направо, налево, затем держал положенные 3 секунды обычный крест, после чего демонстрировал горизонтальный вис спереди и после выкрутов прогнувшись исполнял соскок сальто назад прогнувшись.
В конце 50-х наиболее сильная комбинация состоит из массы заходов в крест и силовых дожимов до упора и стойки, а также незначительной маховой части.

### 1960-е годы
А вот в 60-е годы произошла революционная перемена в комбинациях гимнастов. Она обязана своим появлением советскому гимнасту Михаилу Воронину. Михаил первым в мире использовал принципиально новую технику исполнения больших оборотов и она позволила выполнить обороты с прямыми руками.
Это произвело настоящий переворот в осмыслении возможностей исполнения маховых элементов на кольцах. В результате был выдвинут лозунг «кольца — снаряд маховый и будем его развивать в этом направлении». То есть с середины 60-х гимнасты больше не исполняют такие мощные каскады силовых элементов, как в 50-х, а полностью переключаются на исполнение высоких выкрутов и больших оборотов. Соответственно и соскоки усложнились на порядок. Теперь гимнасты исполняют двойные сальто назад, а также пируэтные соскоки.
Комбинации гимнастов 60-х включали в себя следующие элементы: большие обороты назад и вперёд, отодвиги со стойки на руках в высокие выкруты, подъём махом вперёд в угол, стойка на руках силой, два силовых элемента, соскок. Силовыми элементами чаще был крест или реже обратный крест, а также элемент Воронина (со стойки силовое опускание в горизонтальный вис сзади), горизонтальный вис спереди.

### 1970-е годы
Комбинации гимнастов 70-х продолжают идею развития маховых элементов. Если в конце 60-х только ведущие гимнасты мира могли выполнить большие обороты с прямыми руками, то в 70-х это уже массовый элемент.
Вообще, в плане прогресса комбинаций, можно сказать, что 70-е — это совсем неторопливое время. Программы спортсменов практически не изменились. Помимо больших оборотов и высоких выкрутов, в 1976 году японским гимнастом Фукио Хонмой был показан оригинальный элемент — подъём переворотом вперёд в упор. Это логичное продолжение эволюции маховой техники стало достоянием каждой комбинации ведущих мастеров. Более того, к концу 70-х гимнасты исполняют Хонму с отмахом в стойку на руках.
Также популярен в это время, в общем, не сложный элемент — подъём разгибом в упор. Есть практически в каждой программе.
Гимнасты 70-х годов большее внимание уделяли усовершенствованию соскоков. От двойного сальто в группировке, гимнасты быстро перешли к соскоку Мицуо Цукахары — двойное сальто назад в группировке с пируэтом. Пируэт выполняется как целостно во втором сальто, так и делится на два поворота по 180 в каждом.
А концу 70-х, гимнасты уже вышли на уровень хорошего двойного сальто назад прогнувшись. Если сначала этот соскок выглядел как нечто среднее между положением прогнувшись и согнувшись, в нём сгибались или разводились ноги, то к концу 70-х это уже действительно качественный двойной бланш. Можно привести в пример исполнение этого соскока Николаем Андриановым.
Отметим также особенный соскок Клауса Кёсте или махом назад сальто назад в группировке. Соскок очень необычный, но популярности он не получил. Впоследствии гимнасты исполняли этот соскок даже прогнувшись с пируэтом, но это были единичные явления.
Силовые элементы также развивались, хотя в каждой программе был всего лишь один, максимум два сложный статических упора. Как правило, гимнасты исполняют крест с различным, и чаще всего, маховым подъёмом в него. В том числе, пользуется популярность Хонма в крест. Помимо креста гимнасты начинают включать в свои комбинации горизонтальный упор ноги вместе. Правда техника его выполнения далека от идеала (иногда упор удерживается даже под 45 градусов).
Стойка на руках силой всё чаще исполняется с прямыми руками и прямым телом. Этот оригинальный «бланш» будет популярен и в следующем десятилетии.

### 1980-е годы
Комбинации гимнастов начала 80-х не сильно отличаются от комбинаций конца 70-х. гимнасты продолжают развивать маховые элементы. К примеру, в 1981 году Юрий Королёв исполняет тройное сальто назад в соскок. Тройное сальто было выполнено уже в конце 70-х, но тогда это была диковинка, элемент из разряда невозможного. А в 80-е тройное сальто станет достоянием очень многих гимнастов. Вот на чемпионате мира 1983 года подавляющее большинство гимнастов исполняют сложные соскоки: двойное сальто назад в группировке с двумя винтами, двойное сальто назад прогнувшись с винтом и тройное сальто назад. Совершаются также редкие попытки исполнения двойного сальто вперёд в группировке, а также с поворотом на 180 во втором сальто.
Также интересный опыт ставит китайский спортсмен Ли Нинг. Он переносит на кольца элементы, которые казалось бы присущи только для перекладины. Это подъём махом вперёд из виса сзади в упор и чуть позже полный большой оборот назад в упора сзади.
К 1983 году в каждой комбинации гимнастов два силовых элемента — горизонтальный упор ноги вместе и либо крест (чаще всего), либо обратный крест
К концу 80-х комбинации гимнастов также не сильно меняются. К маховой части гимнастов добавляется новинка — двойные обороты вперёд в группировке или согнувшись. А Георгий Гуцоги исполняет и сложнейший двойной оборот назад в кольцах. Этот сверхтрудный элемент в 80-е годы популярен не будет, а его «пик славы» придёт в 90-е.
Силовая часть несколько усложняется. Статических элементов по прежнему два, но гимнасты высокого уровня усложняют эти два элемента. Наибольшей популярностью пользуется «Азаряна крест», то есть из виса силой переворот назад в крест. Второй элемент представляет собой сложный выход в горизонтальный упор (например, подъём махом назад) или в обратный крест (подъём переворотом или махом назад). Иногда можно встретить и такие оригинальные находки как подъём махом вперёд в высокий угол, как в комбинации Владимира Новикова.

### 1990-е годы
На протяжении 20-ти лет эволюции комбинаций гимнастов практически не было. Гимнастика развивалась медленно, постепенно добавляя незначительные усложнения в свою программу. Комбинации 90-х годов сильно отличаются! Функционеры FIG решили поменять подход к построению комбинаций гимнастов, и вот эволюция этого снаряда совершает очередной виток спирали эволюции. С 1992 года правила меняются, и от гимнастов требуется выполнять преимущественно сложную силовую часть. То есть программы на кольцах из маховых начинают превращаться в силовые.
Но прежде чем перейти к рассмотрению этой новой эпохи гимнастики, взглянем на комбинацию Виталия Щербо 1992 года. В ней можно увидеть редкие и оригинальные элементы — элементы со скрещением тросов. Это последние годы, когда такие элементы разрешены. Далее, они войдут в список запрещённых и полностью исчезнут из арсенала гимнастов.
К Олимпиаде 1996 года подросла плеяда гимнастов-кольцевиков нового поколения. Их комбинации представляют собой уже не два силовых элемента, а четыре. И сложность этих элементов, а также исполнение значительно выше. В комбинации пятикратного чемпиона на кольцах Юрия Кеке можно видеть такой сложный и новый элемент, как горизонтальный упор руки в стороны или «самолёт». Самолёт исполняли и в 80-х, но через прогиб в пояснице, и поэтому он был чем-то средним между положением горизонтального упора и непосредственно «горизонтального креста». Кеке же делает самолёт идеально правильно, его плечи, спина, таз и ноги составляют одну линию. Гимнаст усложняет выполнение самолёта ещё и тем, что не просто опускается в него из упора, а исполняет после подъёма махом назад. Соответственно и горизонтальный упор выполнен правильно, а не под 45 градусов, как это часто можно было видеть в 80-е.
А вот от маховой части гимнасты середины 90-х практически отказались. Она представляет собой лишь большие обороты, а соскок стал проще — это как правило обычный двойной бланш назад.
Так что, помимо положительных сторон, эволюция имеет и отрицательные. Гимнасты значительно усложняют силовую часть, но маховая часть откатывается назад по шкале эволюции на уровень 70-х годов.
Но рекордной по сложности комбинацией того времени является программа Сильвестра Сколани 1996 года. В этой комбинации 6 сложнейших силовых упора, большую часть из которых представляют самолёт, горизонтальный упор и обратный крест! Заметим, что правила требуют от гимнастов исполнения сложных силовых элементов, исполненных как просто опусканием в него из упора, так и после махового элемента. Любой статический элемент не может быть использован в комбинации более двух раз. Но можно исполнять один и тот же выход в элемент оба раза, что будет отменено в следующем десятилетии.
Сколани в своей программе демонстрирует как оригинальные и сложные маховые элементы: из виса сзади подъём махом вперёд в обратный крест, подъём махом назад в самолёт (выполнен дважды). А в силовой части мы видим, до селе «неизвестные» элементы — дожимы из одного статического элемента в другой: из самолёта силой дожать горизонтальный упор или же из креста силой подъём в самолёт, или же в обратный крест. Эти сложнейшие элементы заслуженно получили высшие группы сложности в таблице элементов и в будущем станут самыми популярными элементами в комбинациях гимнастов высшего уровня.
А вот период с 1997-го по 2000-й годы приносят развитию комбинаций на кольцах ещё один виток эволюции. Как мы видели, в предыдущей пятилетке гимнасты не только освоили в высоком качестве исполнение самолёта и обратного креста, но и научились выжимать из одного элемента другой. Комбинация стала силовой, а маховая часть сошла на нет. Поэтому FIG ещё раз произвела модернизацию правил. Теперь, чтобы набрать базу в 10.0 нужно исполнять максимальное количество сложных элементов высших групп. Но тут как говорится, вместе с водой вылили и младенца. Комбинации конца 90-х представляют собой не цельную композицию, а набор элементов, заканчивающихся либо силовым элементом, либо стойкой на руках.
Комбинации всех гимнастов «силовиков» представляют собой следующее: подъём махом вперёд в самолёт, подъём махом вперёд в обратный крест, подъём махом назад в самолёт, подъём махом назад в горизонтальный упор. Как мы видим, отсутствие прибавок за соединения силовых элементов и малая их дифференциация друг относительно друга по сложности, привела к тому, что гимнасты не выполняют сложные выжимы из креста в самолёт, а делают более простые подъёмы Тамбакоса, основанные на подъёме махом вперёд.
Но не все гимнасты пошли по этому пути. Часть спортсменов набирала сложность сложнейшими и оригинальными двойными оборотами назад в кольцах. Эти элементы имели ту же стоимость, что маховые подъёмы в статику, описанные выше. Поэтому гимнасты исполняли двойные обороты по два или три подряд (два одинаковых элемента засчитывались дважды). Наиболее виртуозными исполнителями двойных вращений были Иисус Карбалло, Йошихиро Сайто, Алексей Немов. Дмитрий Карбоненко даже соединил двойной оборот с тройным сальто назад в соскок. К слову, у гимнастов, специализирующихся на двойных оборотах, соскок не был простым двойным бланшом, а представлял собой либо двойной бланш назад с пируэтом, а то и с двумя, либо двойное сальто вперёд согнувшись, а то и с поворотом на 180.

### 2000—2010-е годы
Оценив ошибку, допущенную в предыдущем олимпийском цикле, FIG ещё раз меняет правила. И теперь происходит очередной виток эволюционной спирали в сторону усложнения силовой части. А именно, появляются прибавки за силовые элементы между собой. Прибавку получают последовательное исполнение элементов с группой D и выше.
Гимнасты по-разному подходят к созданию своих комбинаций. Как правило, в программах гимнастов 4-5 силовых элемента, выполненных подряд. К примеру, подъём разгибом в самолёт — горизонтальный вис сзади в крест — подъём в самолёт — Азаряна крест.
Вторая группа гимнастов сочетает в себе соединение маховых и силовых подъёмов в статические элементы. Ну то есть то, что мы видели в комбинации Сколани 1996 года. выдающимся специалистом таких программ был Александр Сафошкин. Он выполняет сложнейшее сочетание двух элементов — Азаряновский выход в самолёт и из него силой подъём в обратный крест.
Ну и были гимнасты, которые выполняли комбинации, реально превышающие сложность в 10 баллов, хотя и оцениваемые в ту же десятку. Лучшим мастером колец на период 2004 года был болгарский спортсмен Йордан Йовчев. Он исполняет подряд 5 сложнейших элементов: Хонма в крест — силой в обратный самолёт — опускание в самолёт — горизонтальный вис сзади в крест — силой дожать в самолёт.
В 2005 году правила ещё раз меняются. Теперь для набора 10-ти баллов в базе нужно исполнять 5-6 элементов подряд. Выдающимся мастером этого года, является гимнаст из Нидерландов Юрий Ван Гелдер. Он выполняет 6 статических элементов подряд. 2005 год был апогеем развития сложных связок силовых элементов.
Но как мы видим, маховая часть — это лишь большие обороты назад, а соскоки гимнастов это как правило, лишь обычный двойной бланш назад.
В 2006 году правила изменяются и на этот раз кардинально. Теперь нет базы, а есть оценка за сложность. Её можно наращивать условно бесконечно, надо лишь насыщать комбинацию максимальным количеством сложных элементов. Более того, в комбинации должно быть 10 сложных элементов, а соскок не ниже группы D. И ещё. Прибавки за соединение силовых элементов между собой даются только в том случае, если гимнаст повышает свой центр тяжести в последующем элементе относительно предыдущего.
Стали востребованы элементы групп Е и F. Наиболее популярными являются Азаряновский самолёт и Хонма в самолёт. Максимальную прибавку получает соединение самолёта группы Е и обратного креста Е. Соответственно, все стремятся вставить в свою программу эту связку.
От гимнастов требуют 10 элементов в программе, но чисто физически невозможно выполнить более трёх элементов с повышением центра масс тела. Поэтому, как правило комбинация гимнастов представляет собой набор из шести элементов выполненных в связках по два. Седьмой статический элемент — это как правило подъём махом назад в горизонтальный упор.
Увеличиваются на группу сложности двойные обороты вперёд. То есть двойной оборот вперёд стоит столько же, сколько и назад. А так как вперёд выполнить на порядок проще, то двойные обороты назад уходят в историю, зато двойной оборот вперёд согнувшись есть абсолютно в каждой программе.
Соскок стал сложнее. Это как правило двойной бланш назад с винтом или двойное сальто вперёд согнувшись.
Отдельного внимания заслуживает уникальный спортсмен из Франции Дэни Родригес. Он в высочайшей степени осваивает редкий и сложный элемент — «обратный самолёт». Этот элемент пробовали исполнять и в 90-е годы, но качество исполнения ни в какой мере нельзя сравнивать с перевернутым самолётом Родригеса. Дэни исполняет его дважды, причём в разных сочетаниях — подъём махом вперёд в обратный самолёт, из обратного самолёта обратный крест или самолёт, крест, а из него дожать в обратный самолёт.
Также, оригинальна идея подхода к составлению комбинации и у россиянина Александра Баландина. Он включает в свою комбинацию интересный силовой дожим из виса в самолёт или в обратный крест. Из виса в крест дожим выполнял ещё Альберт Азарян в 50-е годы, а после этого этот элемент крайне редко использовался, так как имеет группу D, а сложность его очень высока. Александр усложняет его до подъёма в более сложные статические элементы, что позволило получить ему группу Е и некую востребованность.
В 2009 году правила ещё раз меняются. Из таблиц правил убираются подъём махом вперёд, разгибом и Хонма в самолёт и обратный крест, которые по сути являлись двумя разными элементами, а не одним. Исчезают прибавки за соединения силовых элементов.
Подобное новшество приближает друг к другу «силовиков» и «маховиков». Если в 2008 году сложность комбинации представителя силовой гимнастики была почти на балл выше, чем у гимнаста с небогатой силовой частью, то в 2009-2010-х годах эта разница нивелируется почти полностью. Теперь можно набирать высокую трудность и сверх-сложным соскоком, а с 2009 года двойное сальто с двумя винтами в группировке получает широкое распространение и группу Е, а также исполнением двойных оборот вперёд/назад прогнувшись.
Силовая часть — это в основном соединения силовых элементов либо парами, либо по одному. Гимнасты в массах осваивают такие элементы групп Е как из самолёта опуститься в горизонтальный вис сзади и дожать в самолёт или горизонтальный упор, а Азаряновский самолёт есть в программе каждого второго спортсмена. Образцом комбинации этого времени можно считать программу китайского мастера Яна Мингьонга. Он не только исполняет в своей программе 7 сложнейших силовых элементов, но и очень грамотно распределяет способы выхода в них. Использует максимальные группы сложности в силовых дожимах, и маховых подъём в статику.

### 2011 годы — н.в.
После Олимпийских Игр 2012 года стала ясно, что сложность всех лидеров мировой гимнастики достигла 6,8-6,9 и дальнейшее её увеличение проблематично без ущерба качеству исполнения. Поэтому гимнасты стали больше внимания уделять именно чистоте исполнения силовых элементов.
К 2015 году большая часть гимнастов модернизировала свои соскоки. А именно чаще это двойное сальто назад в группировке с двумя пируэтами и не редко и двойной бланш назад с двумя пируэтами.
Также в комбинации некоторых спортсменов можно встретить оригинальные и сложные новинки группы «Е» — сложные варианты креста с высоким углом. Этот элемент сочетает в себе силовую сложность креста и гибкость высокого угла. К примеру китайский гимнаст Ю Хао на чемпионате мира 2014 года благодаря ему получил медаль, подняв свою базовую оценку до 7.0 баллов.
С 2017 года происходит очередной виток "спирали эволюции" в сторону увеличения важности маховых элементов. Гимнастам запрещено использовать два силовых способа выхода в один и тот же элемент. Т.е. один выход должен быть силовым, а второй маховым. Это приводит к "перетасовке" в колоде топовых гимнастов. Артур Занетти, выигравший Олимпиаду 2012 года, теперь с трудом попадает на третье место. Лидером мировой гимнастики становится грек Элефтериос Петруниас, который с сложностью выше среднего выигрывает все важные старты этого четырёх(пяти)-летия. Но на Олимпиаде 2021 года чемпионом становится китайский спортсмен Лю Янь, который не только удивительно точно выполняет все элементы, но и поднимает базу до уровня 6,5 (у Петруниаса - 6,3), также за счёт выполнения элемента "Баландин 2", которому повысили сложность до группы "F".
Но основной вывод такой же: чистота выполнения статики доминирует в данном цикле над сложностью в большинстве случаев.

## Олимпийские чемпионы в упражнении на кольцах
- 1952 — Грант Шагинян, СССР
- 1956 — Альберт Азарян, СССР
- 1960 — Альберт Азарян, СССР
- 1964 — Такудзи Хаята, Япония
- 1968 — Акинори Накаяма, Япония
- 1972 — Акинори Накаяма, Япония
- 1976 — Николай Андрианов, СССР
- 1980 — Александр Дитятин, СССР
- 1984 — Кодзи Гусикэн, Япония, Ли Нин, Китай
- 1988 — Дмитрий Билозерчев, СССР и Х. Берендт, ГДР
- 1992 — Виталий Щербо, СССР
- 1996 — Юрий Кеки, Италия
- 2000 — Сильвестр Чоллань, Венгрия
- 2004 — Димостенис Тамбакос, Греция
- 2008 — Чэнь Ибин, Китай
- 2012 — Артур Набаретти Занетти, Бразилия
- 2016 — Элефтериос Петруниос, Греция
- 2020 -  Янь Лю, Китай

## Чемпионы мира в упражнении на кольцах
- 1950 — Вальтер Леман, Швейцария
- 1954 — Альберт Азарян, СССР
- 1958 — Альберт Азарян, СССР
- 1962 — Юрий Титов, СССР
- 1966 — Михаил Воронин, СССР
- 1970 — Акинори Накаяма, Япония
- 1974 — Николай Андрианов, СССР
- 1978 — Николай Андрианов, СССР
- 1979 — Александр Дитятин, СССР
- 1981 — Александр Дитятин, СССР
- 1983 — Дмитрий Билозерчев, СССР
- 1985 — Юрий Королёв, СССР и Ди Нинь, КНР
- 1987 — Юрий Королёв, СССР
- 1989 — Андреас Агилар, ФРГ
- 1991 — Григорий Мисютин, СССР
- 1992 — Виталий Щербо, СССР
- 1993 — Юрий Кеки, Италия
- 1994 — Юрий Кеки, Италия
- 1995 — Юрий Кеки, Италия
- 1996 — Юрий Кеки, Италия
- 1997 — Юрий Кеки, Италия
- 1999 — Дун Чжэнь, Китай
- 2001 — Йордан Йовчев, Болгария
- 2002 — Сильвестр Сколани, Венгрия
- 2003 — Йордан Йовчев, Болгария и Димостенис Тампакос, Греция
- 2005 — Юрий Ван Гелдер, Нидерланды
- 2006 — Чэнь Ибин, Китай
- 2007 — Чэнь Ибин, Китай
- 2009 — Ян Миньонг, Китай
- 2010 — Чэнь Ибин, Китай
- 2011 — Чэнь Ибин, Китай
- 2013 — Артур Набаретти Занетти, Бразилия
- 2014 — Лю Ян, Китай
- 2015 — Элефтериос Петруниос, Греция
- 2017 — Элефтериос Петруниос, Греция

## Упражнения на кольцах в филателии

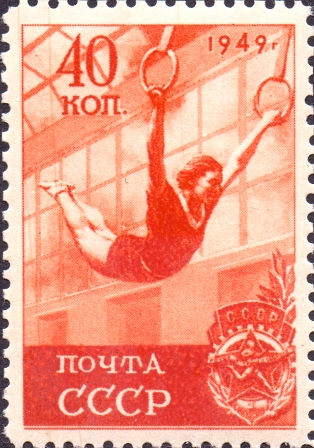
Марка СССР, 1949 г. ЦФА#1465 - Гимнастика. Упражнения на кольцах
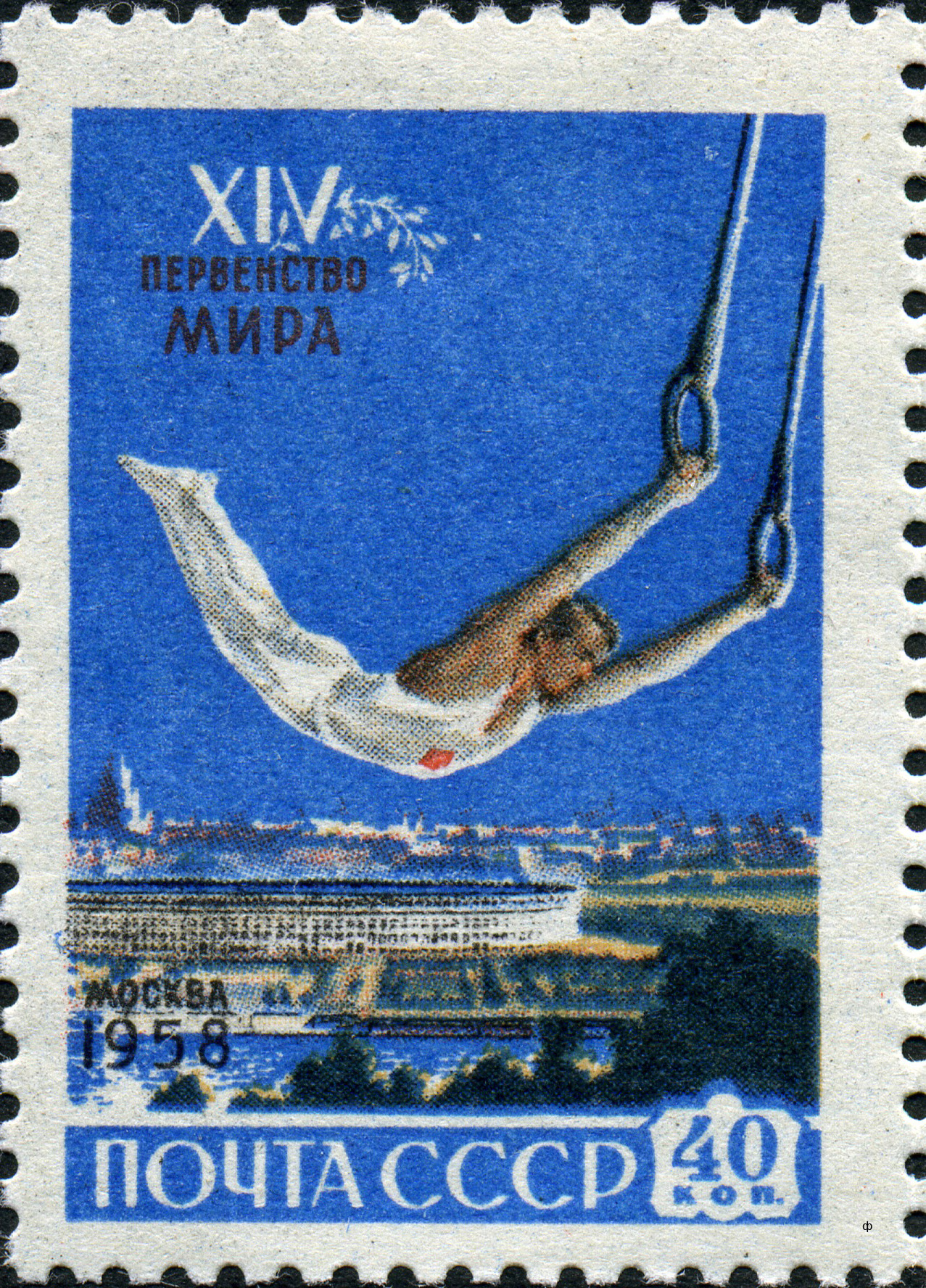
Почтовая марка, посвящённая 14-му чемпионату мира по спортивной гимнастике
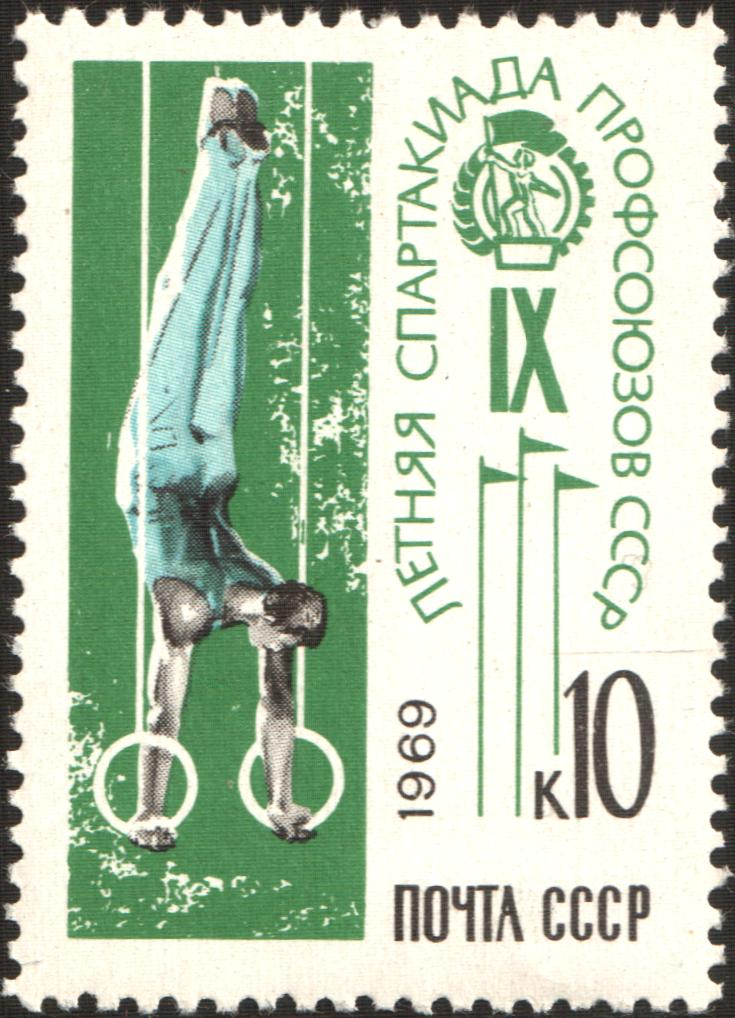
Марка СССР, 1969 г. ЦФА (ИТЦ «Марка») #3784
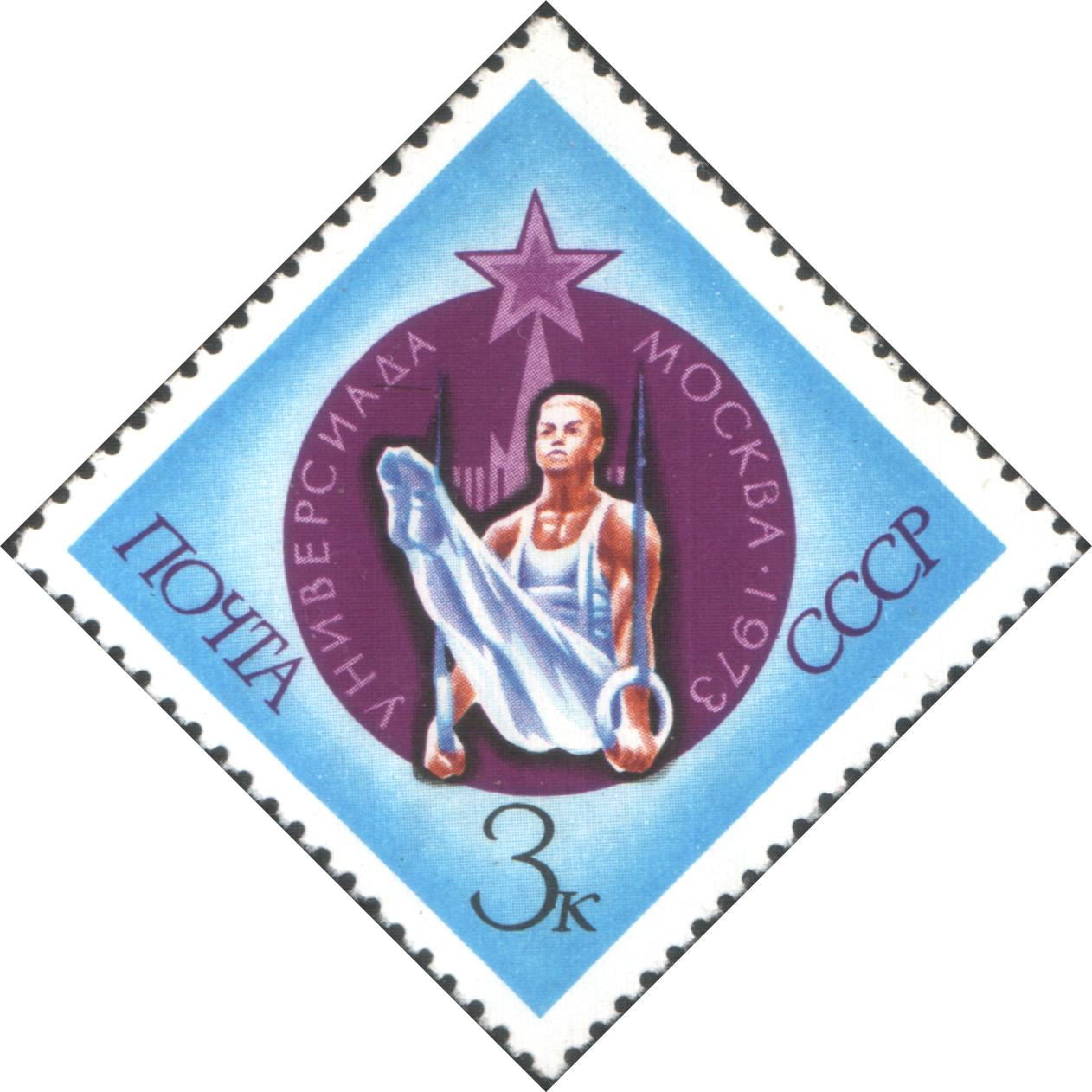
Марка СССР, 1973 г. ЦФА (ИТЦ «Марка») #4243
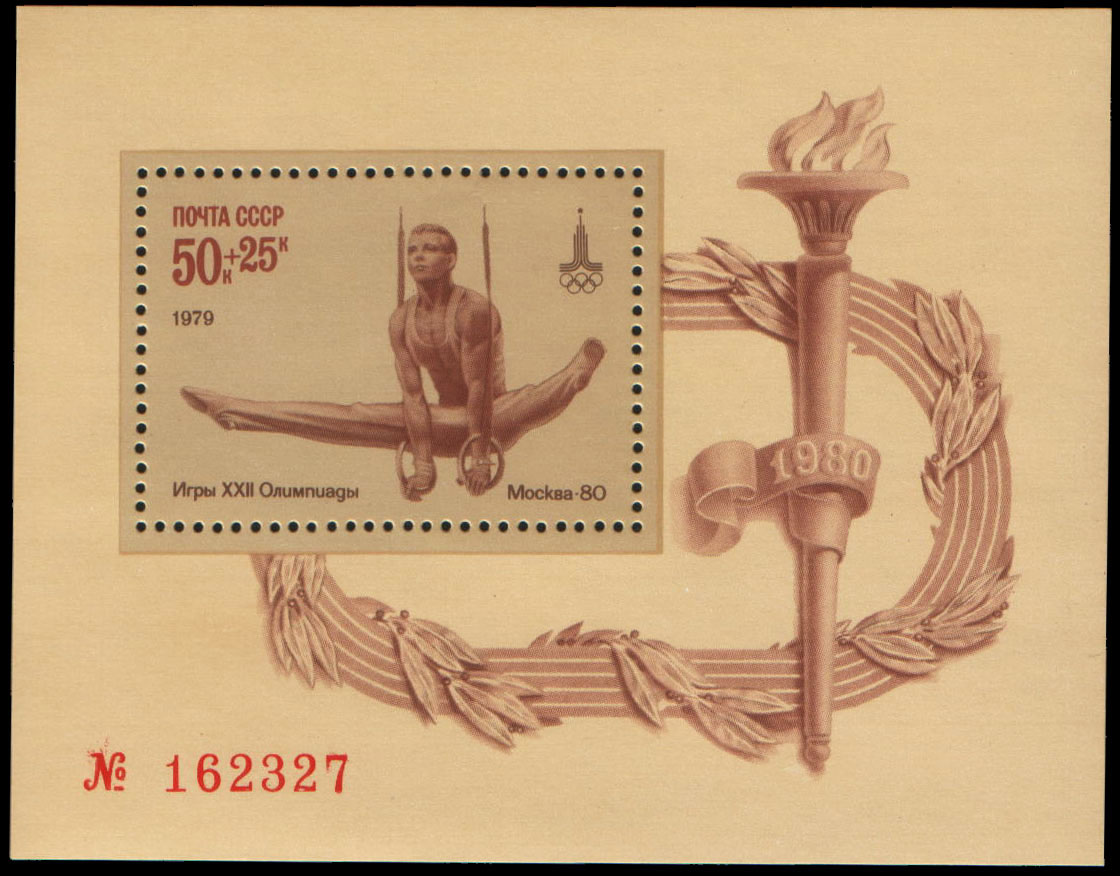
Почтовый блок СССР, 1979 г. ЦФА (ИТЦ «Марка») #4952
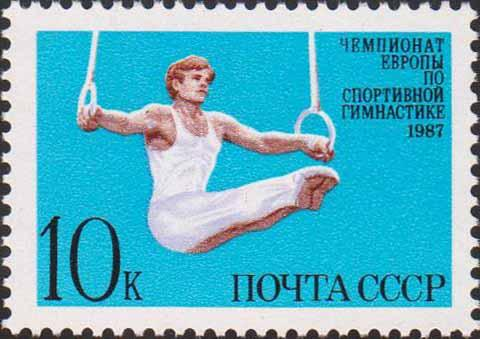
Марка СССР, 1987 г. ЦФА (ИТЦ «Марка») #5826